# ハトロン州
ハトロン州 (英語: Khatlon Province、タジク語: Хатлон/ختلان、ハトラン州と表記されることもある) はタジキスタンの3つの州 (タジク語: вилоят, viloyat) の一つ。州都はボクタール (旧名：クルガン・テッパ、クルガン・テュベ)である。
ハトロン州の全面積は約24,800km2。
4つの国内第一級行政区画の中で最も人口が多い地方である。

## 地理
ハトロン州はタジキスタンの南西部に位置し、北はギッサール山脈、南はパンジ川、南東部はアフガニスタンとの国境、西はウズベキスタンとの国境に囲まれた地域である。ソビエト連邦時代はハトロンはヴァフダートやヴァフシュ渓谷を含む西ハトロンのクルガン・テュベ州と、キズルス渓谷を含む東ハトロンのクリャーブ州に分割されていた。二つの州は1992年11月に今日のハトロン州へと合併された。

## 歴史
ソビエト連邦、ハトロン州はソグド州 (レニナバード)とともにタジキスタンの2大綿花生産地の一つである。農場の集団農業化はタジキスタン国内における綿花栽培の増産のため1930年代前半に推進され、特に国内南部で大きく推進された。灌漑網の拡大の際には農民に対する強制が行われ、山岳地帯に住んでいた人々を綿花栽培を行う地域へ、ウズベキスタンに居住していたタジク人を低地へと強制移住させるなどの政策が行われた。
この政策の結果はタジク人がガルミー族（旧ガルム州山岳地帯からの移住民）とクリャーブ族で自他のアイデンティティを認識するという事実とともに、サルア州の民族構成に見ることができる。これら二つのグループは決して融和することはなく、タジキスタン内戦期間中は対立して戦った。ハトロン州はタジキスタン内戦において最も被害を受けた地域である。
内戦の原因となった対立は根本的には解決されていないため、ハトロン州の緊張は未だに解けないままである。ハトロン州東部のクリャーブは大統領の出身地であり、政治的な影響を大きく受けている。ソビエト連邦時代、この地域はレニナバード出身のエリート階級の人物と結びつき国内の民兵や郡、治安部隊などに多くの人物を輩出していた。このため、クリャーブは非常に保守的な地域とみなされている。州都のクルガンテッパやクリャーブの一部では、イスラム教反対派がガルミー族の間で大きな支持を得ている。
クリャーブ族はハトロンを拠点としている。1996年2月、マフムード・フダイベルディエフ大佐は反乱を開始し、反乱を停止させる前にクリャーブ族の議員は辞職すべきたと主張した。タジキスタン政府は要求を受け入れ、加えて、ジャムシェド・カリモフ首相とレニナバード州政府代表のAbudzhalil Khamidovは辞職した。

## 行政区分
ハトロン州は、24の地区に区分される。24の地区の内14が西ハトロンに、残りの10が東ハトロンに属する。
1. バルジュヴァン地区（英語版） (Baljuvon District)
2. バフタール地区（英語版） (Bokhtar District)
3. ヴァフシュ地区（英語版） (Vakhsh District)
4. ヴォセ地区（英語版） (Vose' District)
5. ダンガラ地区（英語版） (Danghara District)
6. ヤヴァン地区（英語版） (Yovon District)
7. ルーミー地区（英語版） (Rumi District) (旧コルホーザーバード地区)
8. ハミダーニー地区（英語版） (Hamadoni District) (旧モスコフスキー地区)
9. クリャーブ地区（英語版） (Kulob District)
10. カバディヤン地区（英語版） (Qabodiyon District)
11. クムサンギル地区（英語版） (Qumsangir District)
12. ムミナバード地区（英語版） (Muminobod District)
13. ノラク地区（英語版） (Norak District)
14. ナシリ・ヒスラウ地区（英語版） (Nosiri Khisrav District) (旧ベシュケント地区)
15. パンジ地区（英語版） (Panj District)
16. サルバンド地区（英語版） (Sarband District)
17. ファルホール地区（英語版） (Farkhor District)
18. テムールマリク地区（英語版） (Temurmalik District) (旧ソヴェトスキー地区)
19. ホヴァリング地区（英語版） (Khovaling District)
20. フラサン地区（英語版） (Khuroson District) (旧ゴジマリク地区)
21. ズハミ地区（英語版） (Dzhami District)
22. ジリクル地区（英語版） (Jilikul District)
23. シャフルトゥズ地区（英語版） (Shahrtuz District)
24. シュラーバード地区（英語版） (Shuro-obod District)

## 産業

### 農業
ハトロン州の人々は主に農業に従事しており、特に綿花栽培とウシの放牧である。人口の2～3％のみが他の産業に従事している。

## 住民
2008年時点のハトロン州の総人口は2,579,300人であり、2000年の人口2,149,500人から増加している。

### 民族
クリャーブ地区の民族構成は85％がタジク人、13％がウズベク人、2％がその他となっている。ボクタールでは59％がタジク人、32％がウズベク人、3％がロシア人となっている。